# 杨桥镇 (邵东市)
杨桥镇，是中华人民共和国湖南省邵陽市邵东市下辖的一个乡镇级行政单位。
境内有怀衡铁路(高铁)，设有杨桥站。

## 行政区划
杨桥镇下辖以下地区：
枫树社区、杨桥村、娥巩桥村、糜家村、远大村、东风村、燕塘村、前锋村、清水村、狮子村、六如村、巨轮村、井泉村、合意村、两顺村、角塘村、杨新村、杨中村、杨柳冲村、杨村、高兴村、梅子村、兰桥村、富家村、大合村、日升村、茶亭村、书院村、七洲村、大石桥村、大龙村和大塘冲村。